# Обичај
Обичај је правило настало дуготрајним понављањем у друштву. To је традицијом установљен начин понашања који је карактеристичан за све припаднике једне етничке заједнице или културе. Његова снага и постојаност почивају на поштовању традиције. Представља моћан регулатор друштвеног понашања људи. Свака култура има свој систем обичаја, а одступање од њих или њихово кршење често се строго кажњава.